# Azithromycin
Azithromycin (handelsnavn: Zitromax) er et udbredt makrolidantibiotikum, der bruges til behandling af bakterielle infektioner. Azithromycin anvendes bl.a. til behandling af halsbetændelse, lungebetændelse, tyfus, bihulebetændelse og mellemørebetændelse. Derudover er azithromycin det foretrukne antiobiotikum til behandling af sygdomme forårsaget af bakterieslægterne Chlamydia og Chlamydophila. Eksempelvis fører infektion med bakterien Chlamydia trachomatis til kønssygdommen klamydia, som kan resultere i urinrørsbetændelse (urethritis) og livmoderhalsbetændelse (cervicitis).
Azithromycin har de senere år fundet anvendelse som forebyggende behandling mod infektioner hos spædbørn og personer med svagt immunsystem.
Nylige undersøgelser har indikeret at azithromycin også kan være effektiv mod sen debut af astma, men disse resultater er kontroversielle og ikke bredt accepteret i lægekredse.

## Resistens
Behandling med et antibiotikum indebærer at bakterierne kan blive resistente over for det anvendte præparat og eventuelle andre antibiotika. Azithromycin er et bredspektret antibiotikum, og risikoen for udvikling af resistens er derfor større end ved almindelig penicillin. Det har i den forbindelse vagt opmærksomhed at azithromycin nu kan købes på nettet i Danmark uden besøg hos egen praktiserende læge. Ifølge TV 2 Nyhederne skønnes det, at op imod 2.000 danskere hvert år køber antibiotika på nettet i Danmark når de er blevet smittet med en kønssygdom.

## Dosering
Azithromycin findes på det danske marked som tabletter, øjendråber, pulver til oral suspension og pulver til infusionsvæske. Ved behandling af klamydia tages 1 gram som engangsdosis. Ved behandling af infektioner med Ureaplasma urealyticum og Mycoplasma genitalium anbefales en dosering på 1,5 gram fordelt over fem dage.